# Satiricó (pel·lícula)
Satiricó (igualment anomenada Fellini Satyricon) és una pel·lícula franco-italiana dirigida per Federico Fellini i estrenada el 1969. És una adaptació del Satyricon (novel·la homònima) atribuït a l'escriptor llatí Petroni. Ha estat doblada al català.

## Argument
Fonaments de l'obra exposats pel seu director
| « | Havia rellegit Petroni i havia quedat força seduït per un detall que no havia sabut destacar abans: les parts que falten, entre les quals la foscor entre un episodi i l'altre. […] Aquesta història de fragments em fascinava de debò. […] El llibre em fa pensar en les columnes, en els caps, els ulls que falten, els nassos trencats, en tota l'escenografia necrològica de la Via Àpia, fins i tot en general als museus arqueològics. Fragments dispersos, pelleringues que ressorgeixen d'allò que podia realment ser considerat també un somni, en gran part mogut i oblidat. No gens una època històrica, que és possible reconstituir filològicament segons els documents, que és testificada de manera positiva, sinó una gran galàxia onírica, submergida en la foscor, enmig del centelleig d'esclats flotants que han arribat fins a nosaltres. Crec que he estat seduït per la possibilitat de reconstruir aquest somni, la seva transparència enigmàtica, la seva claredat indesxifrable. […] El món antic, em deia, mai no ha existit, però, indubtablement, hi hem somiat | » |

En l'Antiga Roma, Encolp i Ascilt, dos estudiants que viuen junts al barri subterrani de Suburra i viuen de rapinyes, es discuteixen els favors del seu jove esclau Giton. Les tres comparses, successivament desunits i reunits, viuran diferents històries al fil de les seves trobades. Encolp assistirà al festí del nou ric alliberat Trimalció mentre es trobarà el trio pres del terrible Lichas. Després de l'assassinat de Lichas i la caiguda de Cèsar, on perden de vista Giton, s'uneixen Encolp i Ascilt alliberats que passen un moment de respir en una rica casa deserta abans que agafin, en companyia d'un bandit, un hermafrodita considerat dotat de certs poders. Llavors, si Encolp surt indemne del seu combat amb el fabulós Minotaure, hi deixa la seva virilitat. En companyia d'Ascilt, s’aventurarà en comarques màgiques o embruixades com el Jardí de les delícies o la llegendària Enothe. En els confins del país, Ascilt perdrà la vida Mentre Encolp recobrarà la seva virilitat abans d'embarcar-se cap a una nova illa i una vida d'una altra dimensió.

## Repartiment
- Martin Potter: Encolp
- Hiram Keller: Ascilt
- Max Born: Giton
- Magali Noël: Fortunata
- Alain Cuny: Lichas
- Capucine: Trifen
- Salvo Randone: Eumolp
- Lucia Bosè: la matrona suïcida
- Mario Romagnoli (El Moro): Trimalció
- Fanfulla: Vernacchio
- Donyale Luna: Enote
- Joseph Weelher: el patrici suïcida
- Tanya Lopert: Cèsar

## Premis i nominacions

### Premis
- 1970. Ruban d'argent: 
  - Millor fotografia a Giuseppe Rotunno
  - Millor vestuari a Danilo Donati
  - Millor direcció artística a Danilo Donati i Luigi Scaccianoce
  - Millor actor secundari Fanfulla

### Nominacions
- 1970. Globus d'Or a la millor pel·lícula estrangera
- 1971. Oscar al millor director per Federico Fellini

## Al voltant de la pel·lícula

### Una aparició impressionant
- L'estrena de la pel·lícula va fer una profunda impressió, els festins de Trimalció van ser parodiats en la còmic Astèrix a Helvècia.
- Record de Fellini:

| « | Le pel·lícula ha estat presentat en preestrena a l'American Square Garden, seguida després d'un concert de rock. Hi havia aproximadament deu mil joves. Es respiraven l'heroïna i l'haixix en el fum de la sala. […] La projecció va ser tot entusiasme. En cada pla, els xavals aplaudien; molts d'ells dormien, altres feien l'amor. En aquest caos total, la pel·lícula es desenvolupava implacablement sobre una pantalla gegantina que semblava reflectir la imatge del que tenia lloc a la sala fins i tot. Satiricó semblava haver trobat el seu indret natural, de manera imprevisible i misteriosa, en aquest medi entre els més improbables. Em semblava no ser més meva, en la revelació sobtada d'una entesa tan secreta, de vincles tan subtils i mai no interromputs, entre l'antiga Roma de la memòria i aquest públic fantàstic del futur. | » |

### Fellini versus Polidoro
Ja que el realitzador Gian Luigi Polidoro es va avançar alguns mesos en la realització de la seva versió del Satyricon (1969), Fellini va haver d'afegir el seu nom al títol de la seva pel·lícula, després d'haver perdut el procés contra Polidoro. Per no competir amb la versió de Fellini, United Artists va comprar la pel·lícula de Polidoro Balio, Tino. United Artists: The Company That Changed the Film Industry.  Madison: University of Wisconsin Press, 1987. ISBN 0-299-11440-6.

### El major operador de càmera d'Ava
La bellesa pictòrica del Satiricó es deu a Giuseppe Rotunno del qui Ava Gardner deia: 
| « | El més gran operador de càmera que jo conec. | » |

### «Fellini rodaSatiricó» per Gideon Bachmann
El periodista i cineasta Gideon Bachmann ha filmat, entrevistat i de vegades exasperat Fellini durant el rodatge del seu Satiricó el 1968. En queda un reportatge, Ciao Federico!  presentat en l’Homenatge a Fellini al Festival de Canes el 2003.